# Alexandre Lanxade
Pour les articles homonymes, voir Lanxade.
Alexandre Marie René Lanxade (né à Limoges, le 19 mai 1863 et mort à Nantheuil, le 31 octobre 1924), est un officier de marine français.

## Biographie
Fils d'un pharmacien, il entre à l'École navale en octobre 1880 et en sort aspirant de 1re classe en octobre 1883. Il embarque alors sur l'Océan en escadre d'évolutions, sur la frégate-école des gabiers Résolue, sur le cuirassé Redoutable et sur le croiseur Magon à la division d'Extrême-Orient. Il s'y fait remarquer lors d'un incendie survenu à bord et en sauvant un homme tombé à la mer en rade de Makung le 25 juin 1885, ce qui lui vaut un témoignage de satisfaction. 
En juillet 1885, il participe aux opérations sur les côtes de Chine et est nommé enseigne de vaisseau en octobre. Il navigue ensuite en Océanie. En 1887, en mer Rouge, alors sur le Météore, il sauve de nouveau un enseigne tombé à la mer.
Second de l'Actif en Algérie (juin 1889), promu lieutenant de vaisseau (mai 1890), officier d'ordonnance de l'amiral commandant la marine en Algérie et inspecteur des sémaphores, il est le second du garde-côtes Tonnant en 1892 en escadre du Nord puis entre à l’École des torpilles à Toulon sur l'Algésiras dont il sort breveté en décembre 1892.
Commandant du torpilleur 112 à la défense mobile de Cherbourg, il sert en 1894 comme second du Hussard à la division de l'Atlantique et des Antilles puis devient en 1896 officier de manœuvre sur le Bruix en escadre du Nord. 
Commandant des torpilleurs de réserve à Rochefort (1898), il suit les cours de l’École de canonnage à Toulon sur la Couronne dont il est breveté en mars 1899. Il sert alors sur le Neptune à la division d'instruction de Méditerranée puis en tant qu'officier canonnier sur le cuirassé Iéna (1900). 
Il commande ensuite l'aviso Jouffroy à la station de Guyane et reçoit par deux fois en 1901 les félicitations du ministre et les remerciements des autorités locales pour des sauvetages réussis. En 1903, il est élève de l’École supérieure de la marine, en est breveté en janvier 1904 et est alors envoyé à l’État-major général à la 2e section comme responsable des relations avec les ministères de la Guerre et des Colonies, de la défense des côtes et des points d'appui de la flotte. 
Promu capitaine de frégate (novembre 1905), second du croiseur-école d'application du tir à la mer Pothuau, vice-président de la Commission d'études pratiques de l'artillerie navale, il commande en 1908 le Latouche-Tréville et l’École de canonnage. 
Chef de la 3e section, opérations et matériel, à l’État-major général (1911), capitaine de vaisseau (novembre 1912), commandant des cuirassés Saint-Louis, Suffren (1913), Patrie et Vérité comme capitaine de pavillon de l'amiral Marin-Darbel (1914), chef d'état-major général de l'amiral Le Bris, il commande en 1915 la 2e escadre sur le Paris et participe aux opérations de Méditerranée et d'Adriatique. 
En 1916, il commande la marine et le front de mer à Boulogne et est cité à l'ordre de l'armée en janvier 1918. Promu contre-amiral en juin, sous-chef d'état-major général, il seconde l'amiral de Bon durant les travaux des multiples commissions interalliées à Paris et est nommé en 1920 commandant de la division d'instruction de Méditerranée sur la Patrie. 
Il réorganise les écoles de la marine et devient en 1922 chef du Service central de l'aéronautique maritime. Vice-amiral (avril 1923), il est nommé en septembre préfet maritime de Toulon.Il est le grand-père de l'amiral Jacques Lanxade.

## Récompenses et distinctions
- Grand officier de la Légion d'honneur (11 juillet 1924) ; chevalier (11 juillet 1895), officier (4 juin 1913), commandeur (15 janvier 1920)
- Officier d'académie